# 柏保路·皮亞堤
柏保路·丹尼爾·皮亞堤（西班牙語：Pablo Daniel Piatti，1989年3月31日—）是阿根廷足球運動員，現效力於西甲球會艾爾切，司職翼鋒。

## 外部連結
- 華倫西亞官方檔案 （英文）
- 阿根廷聯賽數據 （西班牙文）
- BDFutbol檔案 （页面存档备份，存于） （英文）
- Zerozero檔案[永久] （英文）
- Transfermarkt檔案 （页面存档备份，存于） （英文）
- CiberChe檔案 （页面存档备份，存于） （西班牙文）
- FootballLineups檔案 （页面存档备份，存于） （英文）